# Zaghouan
Zaghouan  (زغوان‎ Za8ouen.wavⓘ [zæʁuɛːn]) es una ciudad del norte de Túnez y el chef-lieu de la gobernación del mismo nombre. Establecida sobre la vertiente del Djebel Zaghouan, domina una vasta llanura agrícola. 16 037 habitantes la poblaban en 2004.Za8ouen.wavⓘ
La ciudad se sitúa en la vertiente del Djebel Zaghouan y domina una vasta planicie agrícola, 55 km a sur de Tunes, 47 km al oeste de Hammamet, 64 km a oeste de Nabeul (distancias por carretera).
Emplazada la localización de la antigua Ziqua, de la que no subsiste más que una puerta triunfal, Zaghouan es una villa con calles escarpadas y cortadas, con plazoletas que ofrecen escapadas sobre la llanura. La ciudad es conocida por sus rosas, sobre todo la rosa ancestro botánico de la rosa, que eran cultivadas por los musulmanes andaluces (moriscos) expulsados de España en el siglo XVII, dos siglos después de la Reconquista.
Región reputada por sus fuentes (aïns), Zaghouan, atrae tanto a los tunecinos como a los turistas del mundo árabe por sus hamams — uno de los más conocidos es sin ninguna duda el hamam, de la ciudad de Zriba situada a ocho kilómetros de Zaghouan — y su agua de rosas.

## Vestigios
A sus pies permanecen los vestigios del acueducto de Zaghouan, construido bajo el reinado del emperador Adriano en el año 122, para encaminar el agua del Djebel Zaghouan hasta Cartago, ubicada a 90 kilómetros con una declive estudiado del 0,29 %. Las fuentes partirían de un templo edificado en el honor de este emperador, llamado Templo del agua, del que solo quedan las ruinas; las estatuas que lo adornaban están la mayoría expuestas en el Museo Nacional del Bardo.

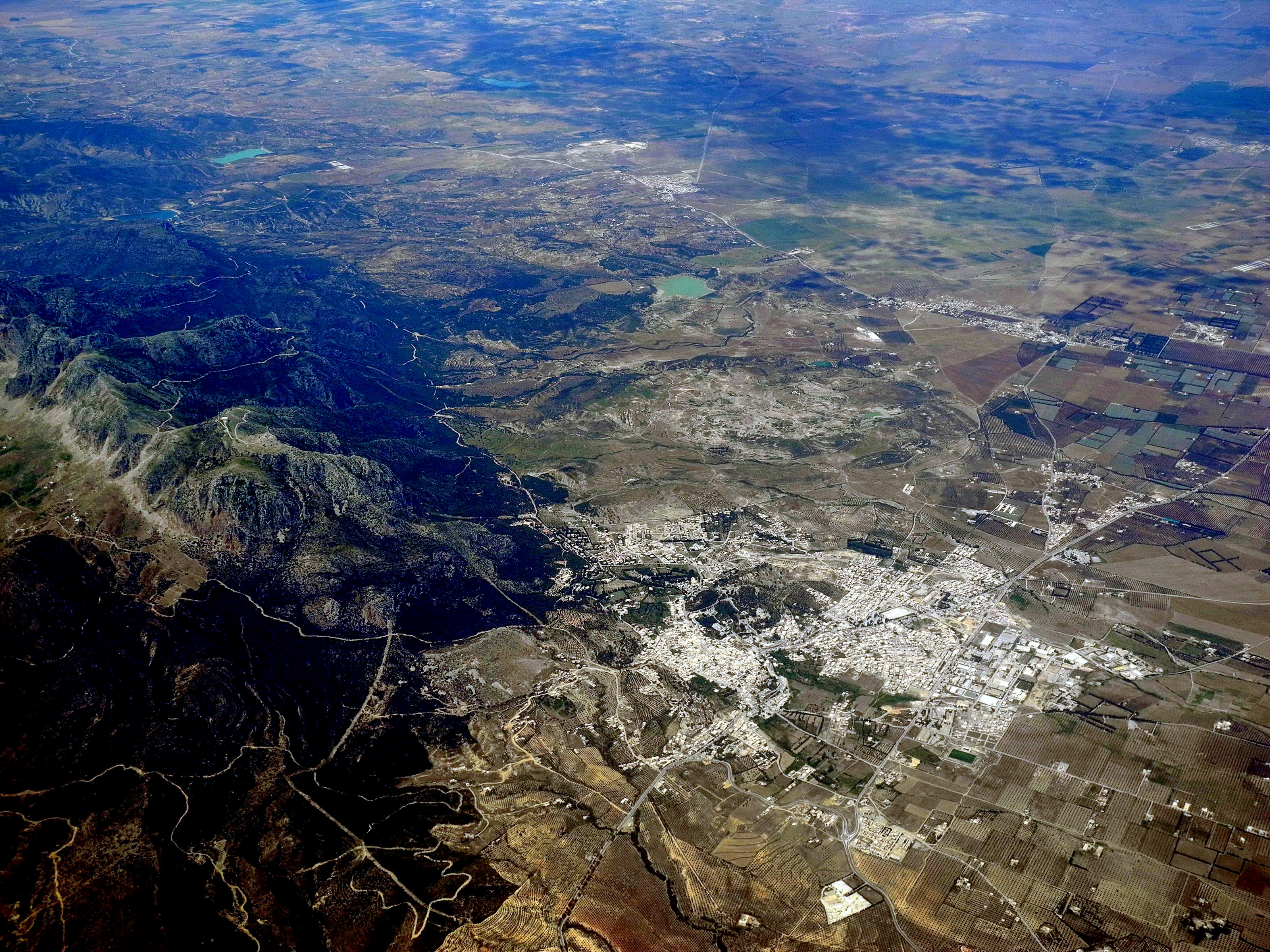
Vista aérea de Zaghouan y del Djebel Zaghouan.
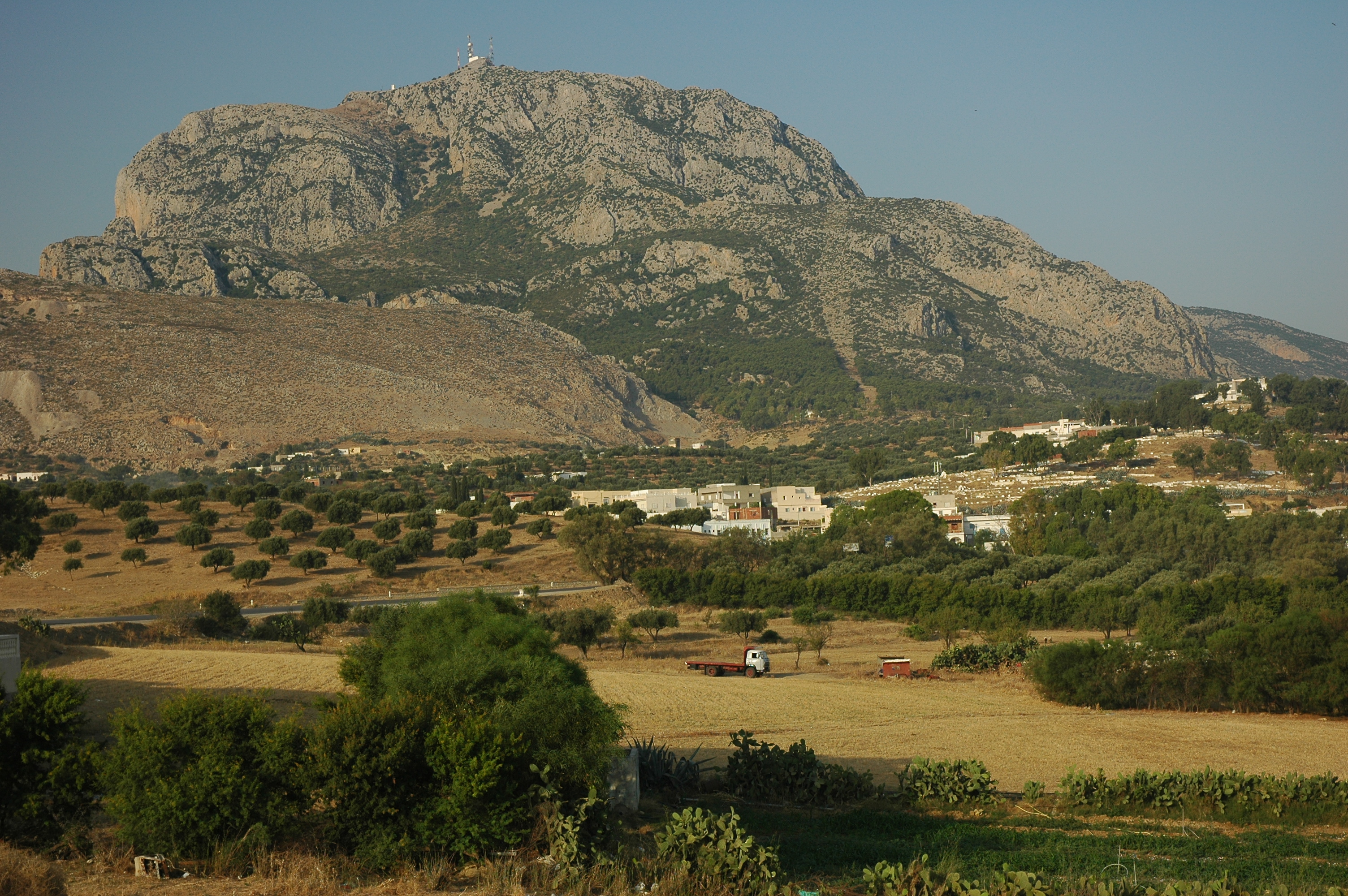
Vista del Djebel Zaghouan.
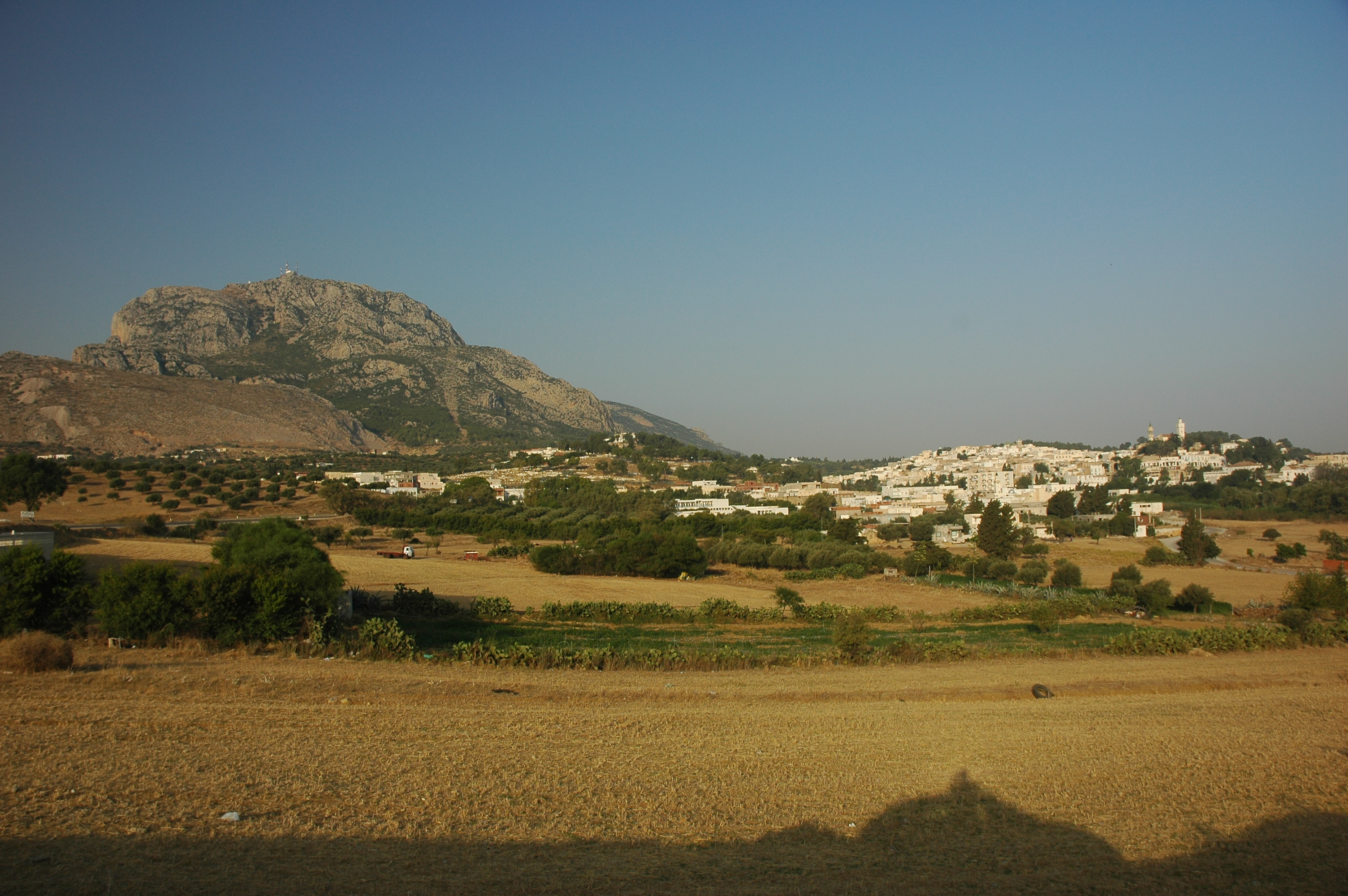
Llanura de Zaghouan.
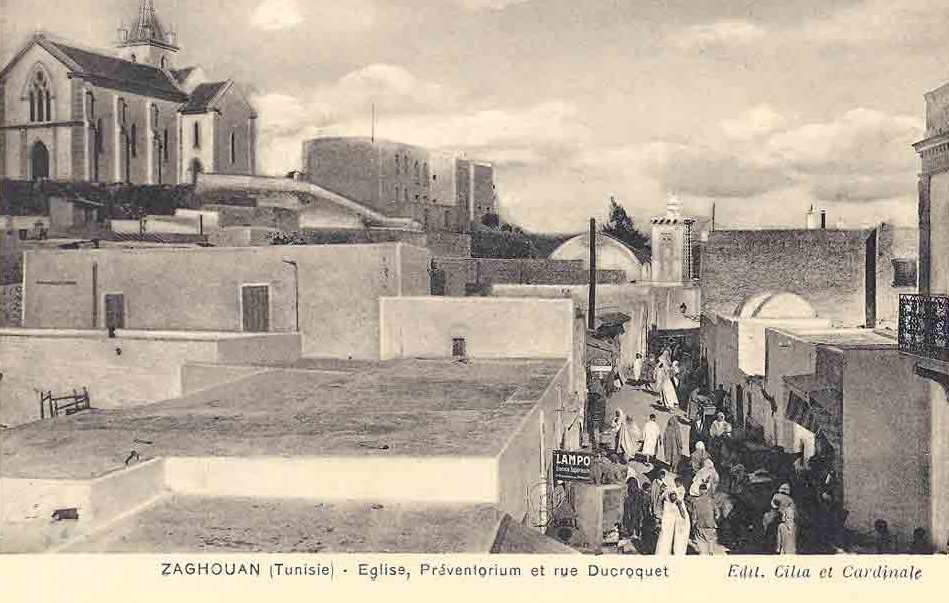
Calle de Zaghouan hacia 1900.